# Special Olympics Polen
Special Olympics Polen (englisch: Special Olympics Poland) ist der polnische Verband von Special Olympics International. Sein Ziel ist die Förderung von Sport für Menschen mit geistiger Beeinträchtigung und die Sensibilisierung der Gesellschaft für diese Mitmenschen. Außerdem betreut er die polnischen Athletinnen und Athleten bei den Special Olympics Wettkämpfen.

## Geschichte
Special Olympics Polen wurde 1985 mit Sitz in Warschau gegründet.

## Aktivitäten
2019 waren 16.513 Athletinnen, Athleten und Unified Partner sowie 2.856 Trainer bei Special Olympics Polen registriert. Der Verband nahm 2020 an den Programmen Athlete Leadership, Young Athletes, Family Support Network, Motor Activities Training Program (MATP), Healthy Communities, Unified Schools und Unified Sportsteil, die von Special Olympics International ins Leben gerufen worden waren.

### Sportarten
Folgende Sportarten wurden 2020 vom Verband angeboten:
- Badminton (Special Olympics)
- Basketball (Special Olympics)
- Boccia (Special Olympics)
- Bowling (Special Olympics)
- Floor Hockey
- Floorball
- Freiwasserschwimmen
- Fußball (Special Olympics)
- Golf (Special Olympics)
- Judo
- Kanusport (Special Olympics)
- Kraftdreikampf (Special Olympics)
- Leichtathletik (Special Olympics)
- Radsport (Special Olympics)
- Reiten (Special Olympics)
- Roller Skating (Special Olympics)
- Schneeschuhlaufen (Special Olympics)
- Segeln (Special Olympics)
- Shorttrack (Special Olympics)
- Ski Alpin (Special Olympics)
- Skilanglauf (Special Olympics)
- Schwimmen (Special Olympics)
- Tennis (Special Olympics)
- Tischtennis (Special Olympics)
- Turnen (Special Olympics)
- Volleyball (Special Olympics)

### Teilnahme an Weltspielen vor 2020
(Quelle:)
• 2007 Special Olympics World Summer Games, Shanghai, China (69 Athletinnen und Athleten)
• 2009 Special Olympics World Winter Games, Boise, USA (36 Athletinnen und Athleten)
• 2011 Special Olympics World Summer Games, Athen (81 Athletinnen und Athleten)
• 2013 Special Olympics World Winter Games, PyeongChang, Südkorea (41 Athletinnen und Athleten)
• 2015 Special Olympics World Summer Games, Los Angeles, USA (60 Athletinnen und Athleten)
• 2017 Special Olympics World Winter Games, Graz-Schladming-Ramsau, Österreich (46 Athletinnen und Athleten)
• 2019 Special Olympics, World Summer Games, Abu Dhabi (64 Athletinnen und Athleten)

### Teilnahme an den Special Olympics World Summer Games 2023 in Berlin
Special Olympics Polen nahm an den Special Olympics World Summer Games 2023 teil. Die Delegation wurde vor den Spielen im Rahmen des Host Town Program von Langenhagen betreut. Das Team gewann bei diesen Weltspielen 15 Gold-, 26 Silber- und  16 Bronzemedaillen.

### Teilnahme an Weltspielen nach 2023
- 2025 Special Olympics World Winter Games, Turin, Italien (32 Athletinnen und Athleten)[4]